# Stomme

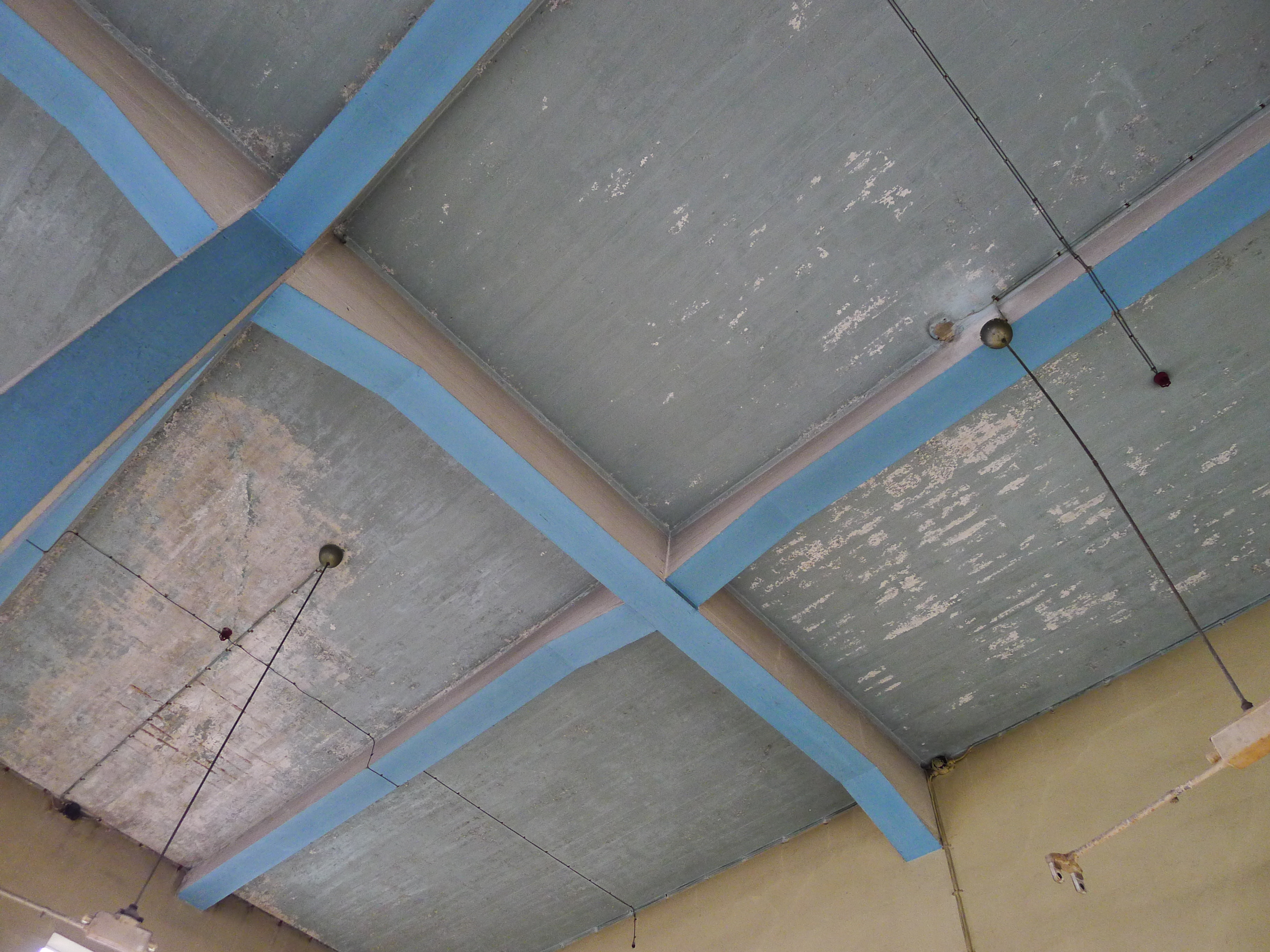
Betongstomme till en industribyggnad

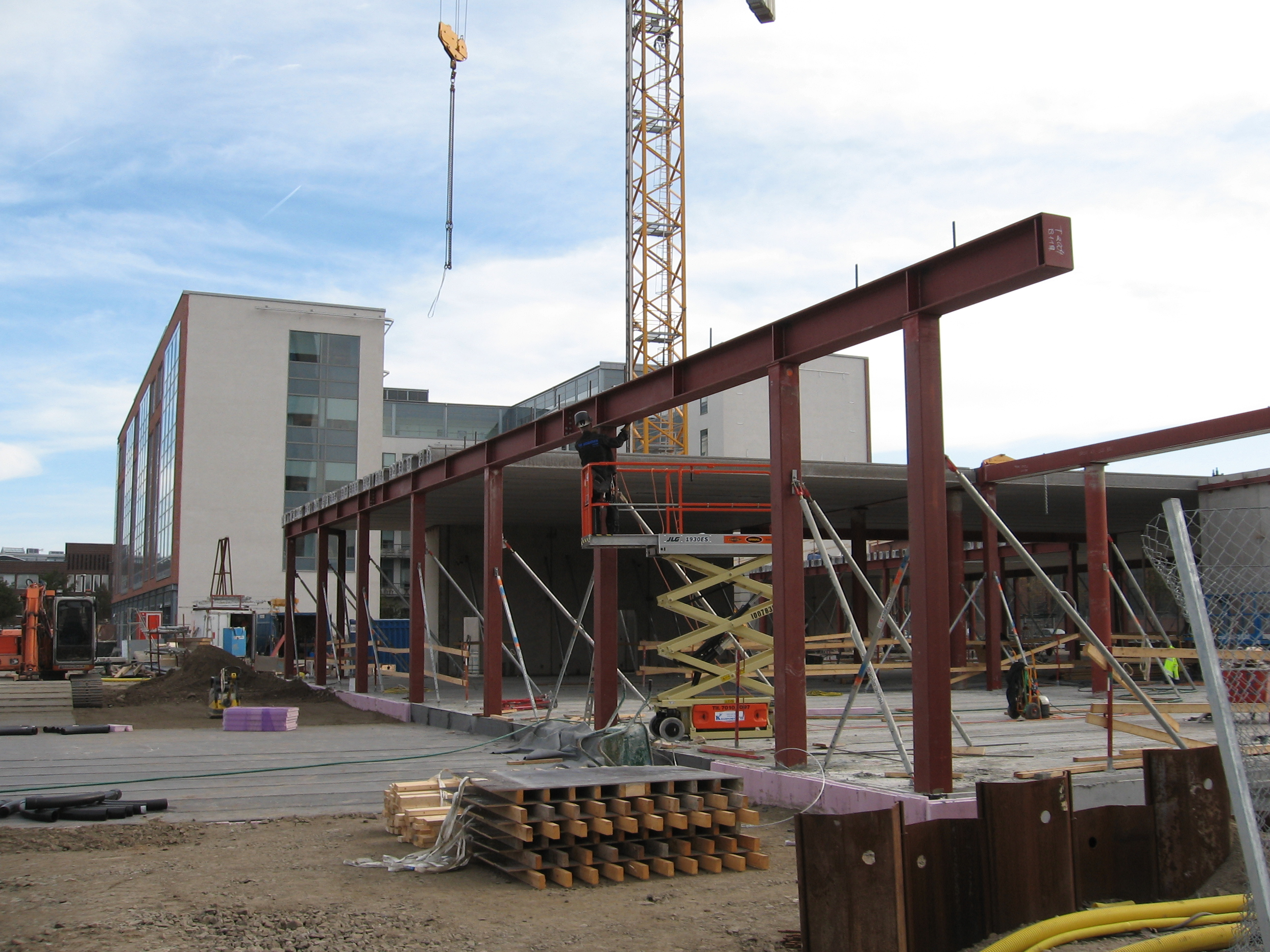
Stålstomme till ett kontorshus

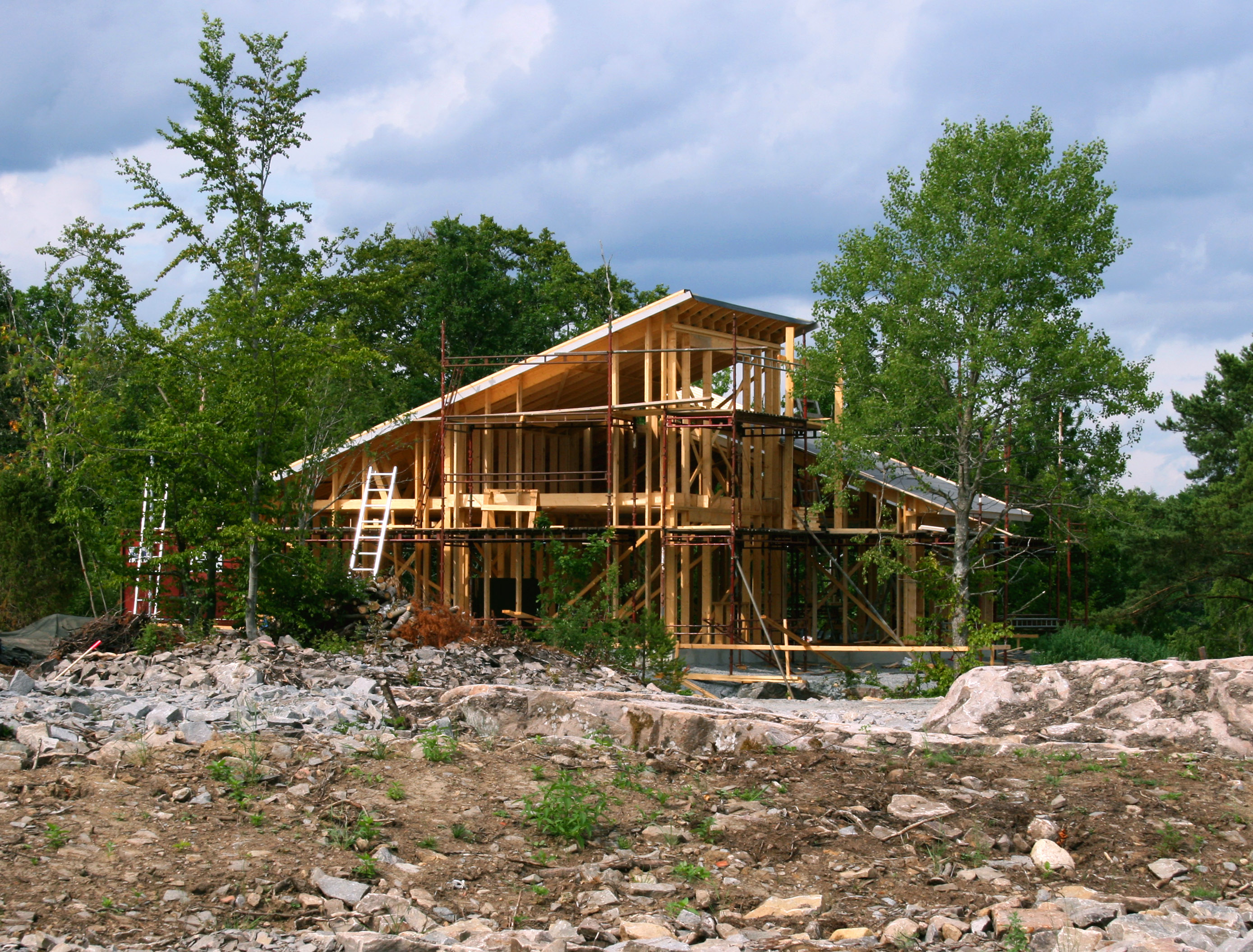
Trästomme till en villa

Med stomme eller byggnadsstomme avser man byggnadsdelar som tillsammans utgör den bärande konstruktionen till en byggnad eller liknande.

## Byggnader
Uppförandet kallas stomresning eller stommontage.
Stommen kan vara av så kallad lösvirke eller av prefabricerade byggelement i betong, stål, plåt eller trä, till exempel balkar, pelare, bjälklagselement samt vägg- och fasadelement. Efter stombyggnad vidtar stomkompletteringen, det vill säga komplettering av stommen med fönster, dörrar, trappor, installationer, målningsarbeten och inredningar.

### Betongstomme
Betongstommen kan vara av platsgjutet utförande, där byggnadssnickare bygger betongformen och betongen levereras med lastbil. Vid större byggprojekt används i regel stommar av prefabricerade, på fabrik förtillverkade, betongdelar, som monteras ihop på byggarbetsplatsen. Detta förfarande spar tid.

### Trästomme
Trästommen kan vara utförd på flera olika sätt. Massivträ eller regelstomme med värmeisolering mellan reglar.

### Stålstomme
Stålstommen består ofta av valsade och svetsade profiler i kombination med takbalkar i form av fackverk. Vanligen är stommen prefabricerad och levereras fabriksmålad, på montage platsen skruvas delarna samman, något enklare svetsarbete kan även utföras på plats. Men även fackverkspelare samt byggda pelare och balkar i tunnplåt förekommer, liksom på-platsen-målning eller tillverkning på plats. I lätta innerväggar används ofta reglar av tunnplåt som kläs med gipsskivor.

## Andra exempel på stommar
- Chassi